# Six Shooter Andy
Six Shooter Andy è un film muto del 1918 diretto da Sidney Franklin.
La star di tante avventure western, Tom Mix, si trova questa volta nei panni del salvatore di una giovane ragazza (Enid Markey) e dei suoi otto fratellini e sorelline (Georgie Stone, Lewis Sargent, Buddy Messinger, Virginia Lee Corbin, Violet Radcliffe, Beulah Burns, Raymond Lee, Vivian Plank).

## Trama
Il padre di Susan Allenby viene ucciso durante una rapina messa in scena dallo sceriffo corrotto di Bannack, Tom Slade, e dai suoi uomini, lasciando la ragazza sola con i suoi otto fratelli e sorelle. Gli orfani sono accolti nella casa di Andy Crawford. Dopo che anche il padre di Andy viene ucciso dal vice di Slade, Ned Skinner, il giovane giura di vendicare la sua morte e di ripulire la città dai criminali. Dapprima Andy uccide l'assassino del padre in un duello. Tom Slade allora imprigiona Susan nel saloon. Informato del rapimento da parte dei bambini, Andy ritorna e la salva, uccidendo Slade. Pieni di gratitudine, i cittadini di Bannack nominano Andy il nuovo sceriffo e Susan accetta felicemente di diventare sua moglie.

## Produzione
Il film fu prodotto dalla Fox Film Corporation.

## Distribuzione
Distribuito dalla Fox Film Corporation e presentato da William Fox, il film uscì nelle sale cinematografiche statunitensi il 24 febbraio 1918. In Portogallo, fu distribuito il 5 luglio 1921 con il titolo Seis Balázios; in Danimarca, il 15 agosto 1921.